# Bezauberndes Fräulein (Operette)
Bezauberndes Fräulein ist ein Musikalisches Lustspiel in vier Bildern, das der Operette nahesteht. Ralph Benatzky schrieb nicht nur die Musik, sondern auch das Libretto. Als Vorlage diente ihm der französische Schwank La petite Chocolatière von Paul Gavault. Uraufführung war am 24. Mai 1933 am Deutschen Volkstheater in Wien. Die Besetzung der Rollen nach bestimmten Stimmlagen – wie in der nebenstehenden Infobox angegeben – ist nicht zwingend; sie können auch mit singenden Schauspielern besetzt werden.

## Orchester
Ein Klavier, eine Flöte, eine Oboe, zwei Klarinetten, zwei Trompeten, eine Posaune, drei Saxophone, ein Banjo, eine Gitarre, Schlagzeug und Streicher. Alternativ dazu kann die instrumentale Musik auch nur mit zwei Flügeln gespielt werden.

## Handlung

### Ort und Zeit
Das Stück spielt in irgendeiner Stadt im deutschsprachigen Raum in den frühen 1930er-Jahren. Wird das Stück heutzutage inszeniert, wird die Handlung in der Regel in die Gegenwart verlegt.

### Erstes Bild
Wohndiele in Pauls Wochenendhaus
Der leicht überspannte Maler Felix und sein Lieblingsmodell Rosette sind zu Besuch im Wochenendhaus ihres Freundes Paul, einem höheren Ministerialbeamten. Nachdem sie gerade ihre letzte Partie Bridge beendet haben, wollen sie sich zum Schlafen zurückziehen. Paul ist voller Vorfreude auf den kommenden Tag. Zum ersten Mal hat sein Chef angekündigt, er werde ihn am Sonntag besuchen, zumal er inzwischen weiß, dass sich seine Tochter Luise heimlich mit Paul verlobt hat. Auch Luises Besuch ist angesagt.
Felix und Rosette kennen Luise und finden sie ziemlich langweilig. Auch ihr Äußeres halten sie nicht gerade für apart. Sie machen sich deshalb Gedanken, wie sie es schaffen könnten, Paul von einer Heirat mit Luise abzubringen. Da kommt ihnen mitten in der Nacht ein glücklicher Zufall zu Hilfe: Die Haustürglocke kündigt an, dass jemand Einlass begehrt. Als Felix öffnet, strahlt er förmlich beim Anblick der reizenden jungen Dame, die vor ihm steht. Sie habe eine Autopanne und bitte um Hilfe. Während Paul nur missmutig reagiert, begleitet Felix das „bezaubernde Fräulein“ zum Auto, tut so, als wolle er ihr helfen, aber als sie gerade nicht bei der Sache ist und sich mit ihrem Chauffeur unterhält, durchsticht er die Reifen und macht damit die Panne bloß noch größer. Klar, dass man nun Annette, so heißt die fesche Dame, anbieten muss, ihre Nacht in Pauls Landhaus zu verbringen. Der Chauffeur macht sich mit Pauls Haushälterin Julie zu Fuß auf den Weg, um Annettes Vater zu benachrichtigen. Alle anderen legen sich schlafen.

### Zweites Bild
Nochmals die Wohndiele in Pauls Wochenendhaus
Ein neuer Tag ist angebrochen. Paul gibt sich alle Mühe, Annette loszuwerden, doch je mehr er auf sie einredet, desto größeren Gefallen findet diese an ihm. In aller Ruhe will sie abwarten, bis sie von ihrem Vater, dem steinreichen „Schokoladenkönig“, abgeholt wird. Als es klingelt, hofft Paul, dass dieser Umstand gleich eintrete. Doch statt Annettes Vater betritt Pauls Chef mit seiner Tochter Louise die Wohnung. Die beiden sind entsetzt, als sie eine fremde Dame im Negligé antreffen, und verlassen schon nach wenigen Minuten wieder das Haus. Während Paul dem Verzweifeln nahe ist, ist sein Freund Felix mit der Entwicklung der Dinge äußerst zufrieden.
Es dauert nicht lange, da trifft endlich der „Schokoladenkönig“ ein. Er ist aber nicht allein, sondern hat Annettes Verlobten Hektor im Schlepptau. Eigentlich erwartet Annette jetzt, dass dieser ihr Vorwürfe macht, aber Hektor gibt sich ganz gelassen. Kein Wort des Zorns kommt über seine Lippen. Jetzt ist es Annette, die einen Wutanfall erleidet. Sie kann Hektors Bierruhe nicht ertragen und kündigt auf der Stelle die Verlobung. Felix’ Plan scheint aufzugehen.

### Drittes Bild
Büro im Ministerium
Felix hat eingefädelt, dass Annette Paul während der Mittagspause in seinem Büro aufsucht. Schüchtern, wie Paul immer ist, weiß er nicht, was er sagen soll. Mit einer solchen Situation wird er einfach nicht fertig. Als dann auch noch die Besucherin in einem passenden Moment Paul ein Küsschen auf die Lippen drückt, betritt Pauls Chef das Zimmer und ist empört. Was erlaubt sich sein Schwiegersohn in spe eigentlich? Wütend erklärt er, dafür sorgen zu wollen, dass Paul die längste Zeit seine „rechte Hand“ gewesen sei. 
Paul kommt dahinter, dass ihm sein Freund Felix diese Suppe eingebrockt hat. War er kurz zuvor noch hin- und hergerissen, ob er nicht doch um Annette werben solle, so steht jetzt sein Entschluss fest: Nach diesem Ränkespiel seines Freundes muss Annette endgültig aus seinem Leben verschwinden! Und auch Felix ist die längste Zeit sein Freund gewesen!

### Viertes Bild
An einem Fluss
Obwohl Paul immer noch das „bezaubernde Fräulein“ im Kopfe herumspukt, trägt er sich mit dem Gedanken, sich in den Fluss zu stürzen und so seinem Leben ein Ende zu setzen. Plötzlich bemerkt er, wie ihm eine Dame im schlichten Kleid einer Soldatin der Heilsarmee entgegenkommt. Beim Näherkommen erkennt er, dass es Annette ist. Sein Herz beginnt wieder schneller zu schlagen. Annette offenbart ihm, sie werde für ihn ihrem ganzen Reichtum entsagen. Paul legt sein Spießertum ab und schließt sie in die Arme. Zwei Herren beobachten verschmitzt die Szene, ohne von dem Paar bemerkt zu werden: Der „Schokoladenkönig“ und Felix. Dieser war    es wieder gewesen, der auf seine Weise die Strippen gezogen hatte, um so die Geschichte ihrem Happy End zuzuführen.

## Musikalische Höhepunkte
- Pauls Lied Ach Louise, kein Mädchen ist wie diese!
- Das Couplet des Felix Hokuspokus fidibus
- Pauls Lied Was hast du schon davon, wenn ich dich liebe?
- Annette und Paul, Tango Sie kommen zum Tee!
- Annettes Vater, Felix, Chauffeur, Paul, Annette Bezauberndes Fräulein / Ja, was ist denn heute los mit mir?

## Verfilmungen
- Walter Janssen verfilmte das Stück 1935 unter dem Titel Wer wagt – gewinnt mit Heinz Rühmann und Lizzi Holzschuh.
- Max Hansen war der Hauptdarsteller der schwedischen Verfilmung En förtjusande fröken (1945).
- Benatzkys musikalisches Lustspiel wurde 1953 unter der Regie von Georg Thomalla unter seinem Originaltitel verfilmt. Die männliche Hauptrolle spielte der Regisseur selbst. Daneben waren noch Ingrid Andree, Herta Staal, Gisela Fackeldey und Karl Schönböck zu sehen. Das Lexikon des internationalen Films hat keine große Achtung vor diesem Werk: „Boulevard-Routine in einem plumpen musikalischen Lustspiel mit ein paar netten Melodien aus der gleichnamigen Operette von Ralph Benatzky.“
- 1977 durch das ZDF, siehe Weblink